# Hexámetro
El hexámetro dactílico cataléctico o simplemente hexámetro es una línea métrica de origen griego arcaico, de amplísimo uso en la literatura clásica. Es el verso en el que están compuestos los más importantes poemas de las literaturas griega y latina, entre los que destacan los poemas épicos más antiguos de la tradición: la Odisea y la Ilíada de Homero.

## Estructura
El sistema prosódico de ambos idiomas distinguía «cantidades» o «duraciones» en las vocales y en las sílabas; así, había sílabas breves y largas: la cantidad de una sílaba larga equivalía convencionalmente a dos breves, y podían remplazarse entre sí. Un dáctilo está formado por una sílaba larga y dos breves ( _ U U ); un espondeo por dos sílabas largas ( _ _ ). Un hexámetro puede tener entre 12 y 17 sílabas. Básicamente, su estructura se explica así:
- El verso es hexámetro o más correctamente un hexápodo porque está compuesto de 6 pies.
- Dactílico porque cada pie es un dáctilo, una combinación rígida de una sílaba larga seguida de dos breves, remplazable por un espondeo,[1] una combinación de dos sílabas largas, sin que el reemplazo altere la duración del verso.
- Cataléctico, porque el último pie tiene una sílaba breve de menos, y dado que en la estructura prosódica la última sílaba tiene cantidad indistinta, el último pie podía ser igualmente espondeo o troqueo.[1]

Cada hexámetro debe contener al menos un dáctilo puro. La única excepción en la poesía clásica es Catulo, 116, 3. El hexámetro holodactílico consta solo de dáctilos, salvo el pie final; el holoespondaico solo de espondeos.
Los gramáticos antiguos como Servio en su De centum metris clasificaban también otros tipos de hexámetros especiales. Por ejemplo, los siguientes versos ropalicos de Ausonio, compuestos por palabras que gradualmente crecen en una sílaba:

Spes, deus, aeternae stationis conciliator,
si castis precibus veniales invigilamus,
his, pater, oratis placabilis adstipulare.

En la misma manera, el hexámetro «áureo» es un tipo particular de verso donde el verbo ocupa la parte central y a sus lados se encuentran adjetivos o sustantivos, formando una unidad sintáctica que puede concordar de diferentes formas.

## Cesuras
Cada hexámetro está dividido en varios hemistiquios mediante una, dos o tres cesuras. La cesura más corriente es la penthemímeres o penthemímera, llamada así porque va tras la quinta unidad de medida (entendiendo por tal una larga o dos breves):
__ UU / __ __ / __ || __ / __ UU / __UU / __ U
Nos patriae fines || et dulcia linquimus arva.
Otras cesuras son la hepthemímeres o hepthemímera, que viene tras la séptima unidad de medida, y la trihemímeres o trihemímera, que a menudo van combinadas; esta última va tras la tercera unidad de medida. El uso de la hepthemímeres sola es muy raro en los poetas clásicos. Hay otras combinaciones de cesuras, pero son muy raras. Los seis acentos o ictus del hexámetro van colocados siempre en la primera sílaba de cada pie, que es larga.
_ U U o bien _ _ / _U U o bien _ _ / _ U U o bien _ _ / _ U U o bien _ _ / _ U U / _ U
En Homero es muy frecuente la cesura femenina, que es la que está detrás de la primera breve del tercer dáctilo.

## Licencias métricas del hexámetro
El hexámetro recurre frecuentemente, para lograr la correcta medida cuantitativa del verso, a diversas licencias como la sinalefa o elisión, el hiato, la aféresis, la sinéresis, la diéresis, la sinícesis, la abreviación yámbica o el zeugma de Hermann, entre otras.

## Hexámetro en la literatura clásica
El hexámetro es el verso comúnmente usado en la poesía épica y en la poesía didáctica griega y latina. Su uso se extendió a lo largo de muchos siglos hasta la desaparición del sistema cuantitativo en la prosodia de ambas lenguas. 
Se empleó en las principales epopeyas griegas desde la época arcaica —como en los poemas homéricos o en las obras de Hesíodo— hasta la obra de poetas bizantinos de los siglos V y VI como Coluto o Pablo Silenciario. También está presente en himnos, respuestas de oráculos, acertijos e inscripciones en cerámica o piedra.
En la poesía latina, el tipo de verso conocido como saturnio fue sustituido por el hexámetro. Los primeros hexámetros latinos se atribuyen tradicionalmente a Ennio Posteriormente se empleó en las epopeyas latinas, como la Eneida de Virgilio, la Farsalia de Lucano y la Tebaida de Estacio y en la poesía didáctica latina de Lucrecio (De rerum natura) y Ovidio (Las metamorfosis). Entre los últimos poetas latinos que utilizaron el hexámetro puede citarse a Claudiano.

## El hexámetro en otras literaturas
La métrica de las distintas literaturas europeas intentó imitar la andadura del hexámetro grecolatino con desigual suerte; lo intentaron sobre todo los poetas alemanes.
En la poesía en castellano, según la teoría defendida por Agustín García Calvo, el modo de imitar el hexámetro es que la marca rítmica de los versos, que en castellano es producida por el «acento», debe sustituir a la «cantidad», que es la marca rítmica de la poesía grecolatina.
Así, ejemplos de diferentes adaptaciones del hexámetro son los de Rubén Darío con su Salutación al optimista, Esteban Manuel de Villegas con su Égloga en hexámetros y Sinibaldo de Mas, que desarrolló un sistema para asignar cantidades a las sílabas castellanas.